# Округ Вилкин (Минесота)
Вилкин (енгл. Wilkin County) је округ у америчкој савезној држави Минесота.

## Демографија
По попису из 2010. године број становника је 6.576, што је 562 (-7,9%) становника мање него 2000. године.
| Група             | 2000.         | 2010.         |
| Белци             | 6.912 (96,8%) | 6.294 (95,7%) |
| Афроамериканци    | 11 (0,2%)     | 15 (0,2%)     |
| Азијати           | 11 (0,2%)     | 18 (0,3%)     |
| Хиспаноамериканци | 110 (1,5%)    | 130 (2,0%)    |
| Укупно            | 7.138         | 6.576         |